# آندریا استینسون
آندریا استینسون (انگلیسی: Andrea Stinson؛ زادهٔ ۲۵ نوامبر ۱۹۶۷) بازیکن بسکتبال اهل ایالات متحده آمریکا است.
وی در مسابقات کشوری و بین‌المللی در مجموع برندهٔ ۱ مدال طلا، ۱ مدال برنز شده‌است.